# Hippolyt von Bothmer
Graf Hippolyt Victor Alexander von Bothmer (* 1. Juli 1812 in Dresden; † 5. Juni 1891 in Nürnberg) war ein deutsch-britischer Offizier und Diplomat.

## Leben
Hippolyt von Bothmer entstammt dem bayerischen Zweig des Adelsgeschlechts von Bothmer. Er war ein Sohn von Carl Heinrich Ernst von Bothmer (1770–1845), vormals württembergischen Gesandten am bayrischen Hof und Erbherr auf Mehring und seiner ersten Frau Antoinette, geborene Freiin von Hanstein (1782–1826). Der fünfte Majoratsherr auf Schloss Bothmer, Felix Gottlob Graf von Bothmer (1804–1876) und die bayerischen Generäle Friedrich von Bothmer (1805–1886) und Maximilian von Bothmer (1816–1878) waren seine Brüder. Sein Vater erhielt 1817 das bayerische Indigenat und wurde zugleich „in dem von seinem Urahnherrn Friederich Johann, von Kaiser Karl VI. unterm 4. November 1713 cum privilegio usus, et de non usu, erworbenen Grafenstande von des Königs Majestät für sich und seine Descendenz den 8. Dezember v.J. anerkannt“. Seitdem führten er und seine Söhne den Grafentitel.
Ab 1827 erhielt Bothmer eine militärische Ausbildung im Bayerischen Kadettenkorps und trat 1831 als Fahnenjunker in das 13. Infanterie-Regiment der Bayerischen Armee ein. Unter Beförderung zum Unterleutnant wurde er 1832 in das 1. Infanterie-Regiment versetzt, avancierte bis zum Hauptmann und wurde als solcher 1848 pensioniert.
Er zog nach London, trat hier als Major in die Deutsche Legion (Krimkrieg) ein und wurde am 31. Dezember 1856 als britischer Staatsbürger naturalisiert. Nach seinem Aufenthalt in England und Frankreich kehrte er 1865 nach Deutschland zurück.
Ab 1868 war er diplomatisch tätig, zunächst für den Norddeutschen Bund, dann für das Deutsche Reich. Zunächst war er seit dem 1. Juni 1868 Konsul des Norddeutschen Bundes in Trapezunt. Ab Anfang 1869 im Urlaub, wurde er im Deutsch-Französischen Krieg in der Verwaltung der besetzten Gebiete Frankreichs bei der Präfektur Laon eingesetzt. Im September 1871 kehrte er nach Trapezunt zurück. Ab Ende November 1872 vertrat er als Konsul das Deutsche Reich in Sarajewo. Zum 15. April 1876 wurde er als Konsul nach Marseille versetzt und übernahm dort am 1. Juli die Geschäfte. Seit dem 13. Dezember 1880 beurlaubt, wurde er am 26. Januar 1881 in den Ruhestand versetzt.
Hippolyt von Bothmer war dreimal verheiratet, zunächst ab 1845 mit Henriette von Hartmann (1825–1878), einer Tochter von Jakob von Hartmann. Diese Ehe wurde geschieden, und Bothmer heiratete am 24. Mai 1856 in London Mary (Minny) Young (1833–1901), die als Schriftstellerin Mary Countess Bothmer recht bekannt wurde. Auch diese Ehe wurde 1870 geschieden; in dritter Ehe heiratete er 1887 Anna Düpke, verwitwete Neuhoff. Diese letzte Ehe wurde schon 1889 wieder geschieden. Der ersten Ehe entstammte eine Tochter, Caroline (* 1845); der zweiten der Sohn Alfred Felix Graf von Bothmer (1859–1934), später der achte Majoratsherr auf Schloss Bothmer, sowie die Tochter Mabel (1860–1947), die den britischen Geistlichen Rev. W. Hale Savile (1859–1925) aus dem Haus Earl of Mexborough, Pastor der St Mary’s Church (Beverley), heiratete.

## Auszeichnungen
- 1870: Ehrenritter des Johanniterordens[7]
- 1871: Mecidiye-Orden, IV. Klasse[8]
- 1874: Komturkreuz, Franz-Joseph-Orden[9]

## Schriften
- Deutsche Theaterschulen deren Werth und Nothwendigkeit. G. Westermann, Braunschweig 1861.
- Die Reform des adeligen Erbrechts : ein Beitrag zur nothwendigen Ergänzung des neuen bürgerlichen Gesetzbuchs. Bertling, Dresden 1888 (Digitalisat).[10]